# Ґріґоле Константін Мойсіл
Ґріґоле Константін Мойсіл (рум. Grigore Constantin Moisil; 10 січня 1906, Тулча, Румунське королівство — 21 травня 1973, Оттава, Канада) — румунський математик, професор (1935), член Румунської академії (1941) і Академії наук Румунії (1948). Президент Румунського математичного товариства (з 1956).

## Біографія
Син професора історії, члена Румунської академії. У 1924 вступив до Політехнічного інституту, одночасно займався на математичному факультеті Бухарестського університету. У 1929 закінчив Бухарестський університет і Бухарестський політехнікум. У тому ж році захистив кандидатську дисертацію на тему «Аналітична механіка суцільних систем» перед комісією, в яку входили професори Димитріе Помпею, Ґеорґе Ціцейкаі і Траян Лалеску. Тоді ж його дисертація була надрукована в Парижі і про неї позитивно відгукнулися Віто Вольтерра, Тулліо Леві-Чивіта і Поль Леві.
Удосконалював знання в Сорбонні (1930-1931). У 1931 повернувся до Румунії, і був призначений викладачем математичного факультету Ясського університету. Незабаром після цього отримав стипендію від Фонду Рокфеллера на навчання в Римі. У 1931-1932 стажувався в Римському університеті. У 1932 повернувся в Ясси, де жив і працював протягом майже 10 років (з 1935 — професор), з 1942 — в Бухарестському університеті.
У 1946-1948 був послом в Анкарі та читав курс механіки безперервного середовища в Стамбульському університеті і технічному університеті Стамбула.
Пізніше працював в інституті математики Румунської Академії наук. Був головою Ради по автоматизації і Ради з кібернетики Румунської Академії наук.

## Наукова діяльність
Коло його наукових інтересів було дуже широким. Спочатку займався дослідженнями в області функціонального аналізу і математичної логіки і булевої алгебри. Досліджував проблеми диференціальної геометрії, теорію рівнянь з приватними похідними; з 1952 займався проблемами застосування булевої алгебри, теорії Галуа. Працював також в галузі математичної фізики та теорії пружності.
Вважається батьком інформатики в Румунії.
Першим в Румунії став читати курс сучасної алгебри.

## Вибрані праці
- 1929: La mecanique analytique des systemes continus
- 1942: Logique modale
- 1954: Introducere în algebrăef
- 1959: Teoria algebrică a mecanismelor automate
- 1960: Funcționarea în mai mulți timpi a schemelor cu relee ideale
- 1961—1962: Circuite cu tranzistori
- 1965: Încercări vechi și noi în logica neclasică
- 1968: Elemente de logică matematică și teoria mulțimilor.